# Hümmling
Der Hümmling (Homelinghen, von hömil = kleiner Stein) ist eine bis zu 73 m ü. NHN hohe Grundmoränenlandschaft (Geest) des Norddeutschen Tieflandes. Er liegt im Westen Niedersachsens im Landkreis Emsland.

## Geografie

### Lage

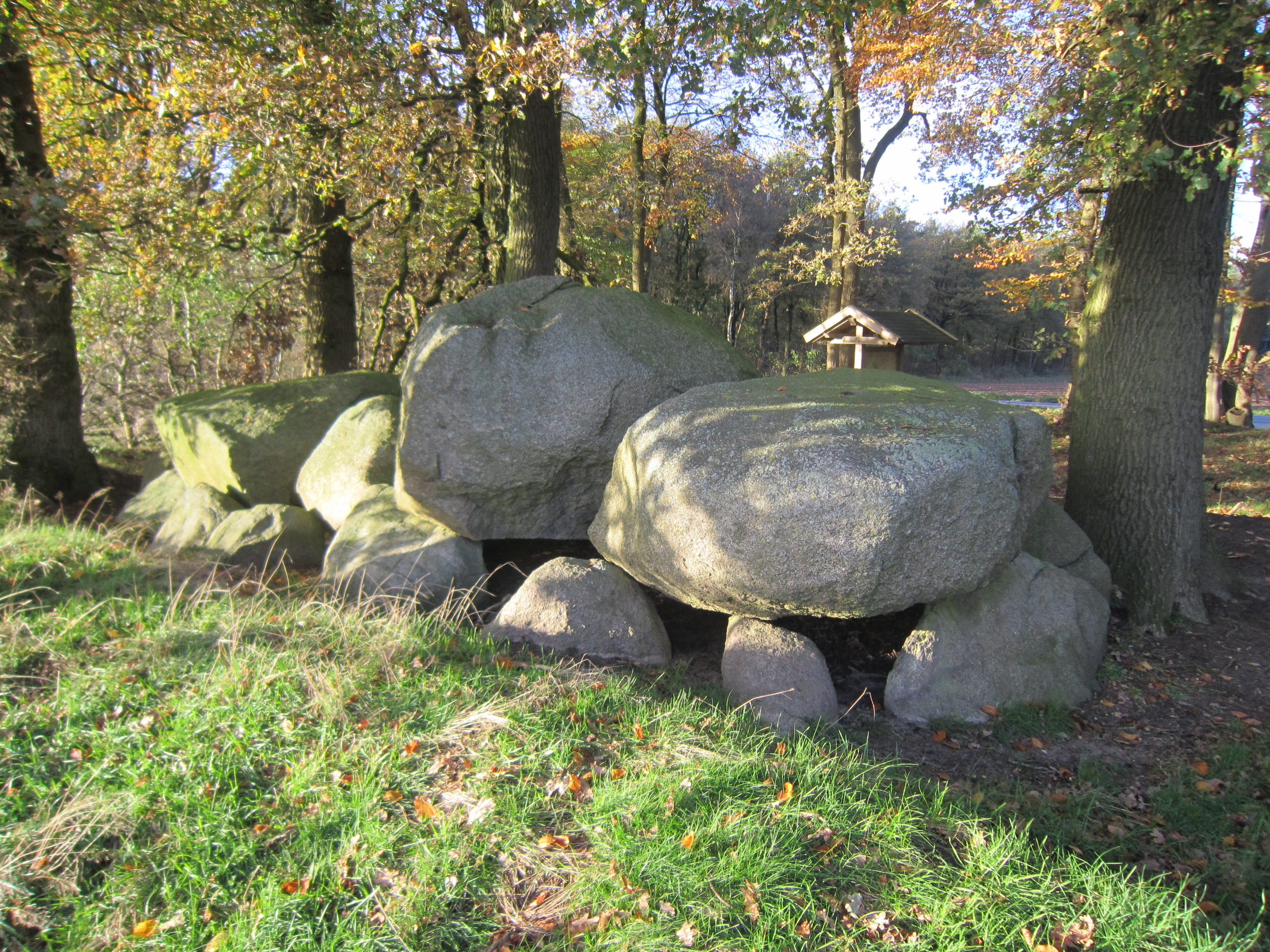
Großsteingrab in Groß Berßen

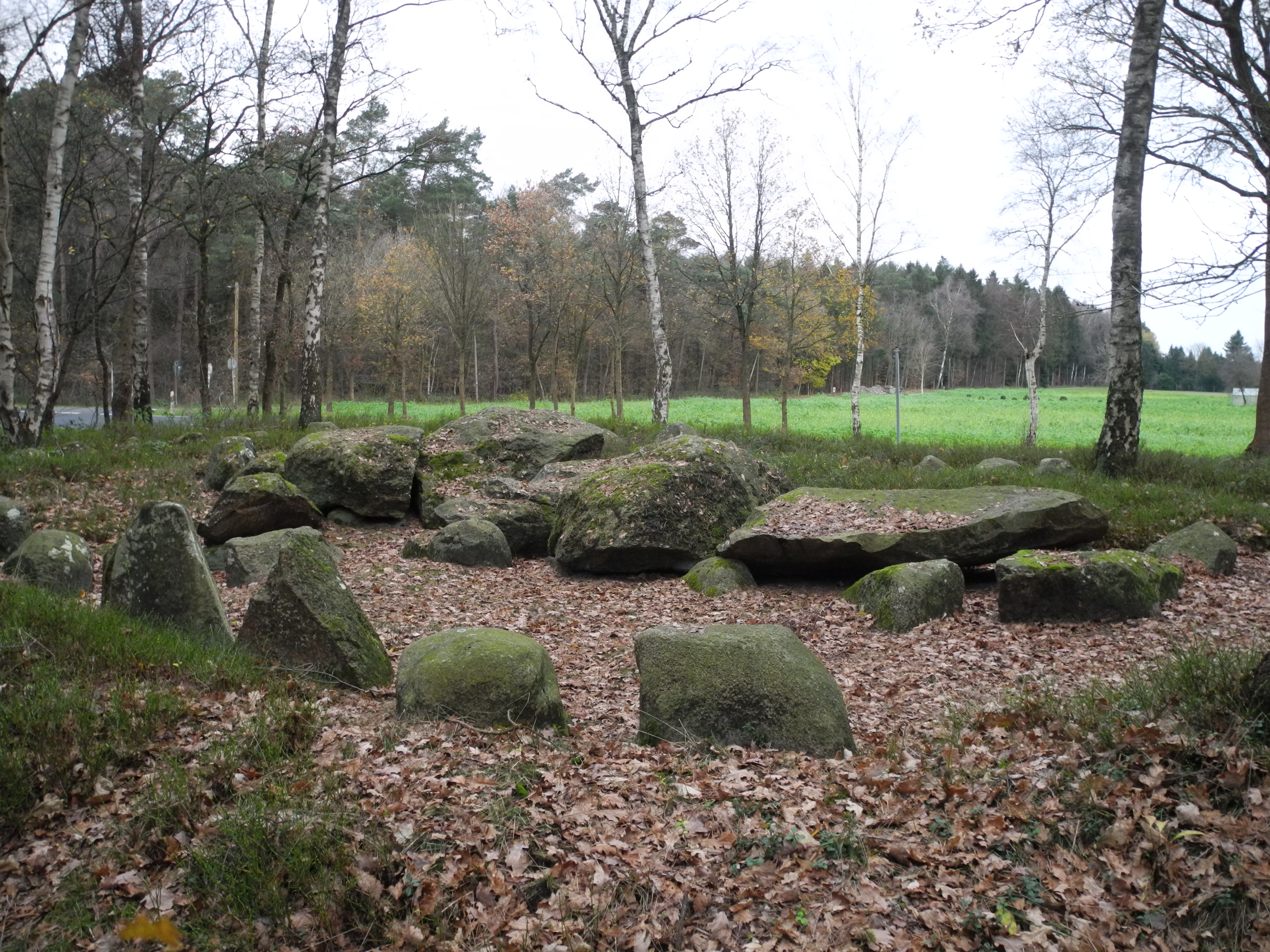
Großsteingrab Düvelskuhlen I

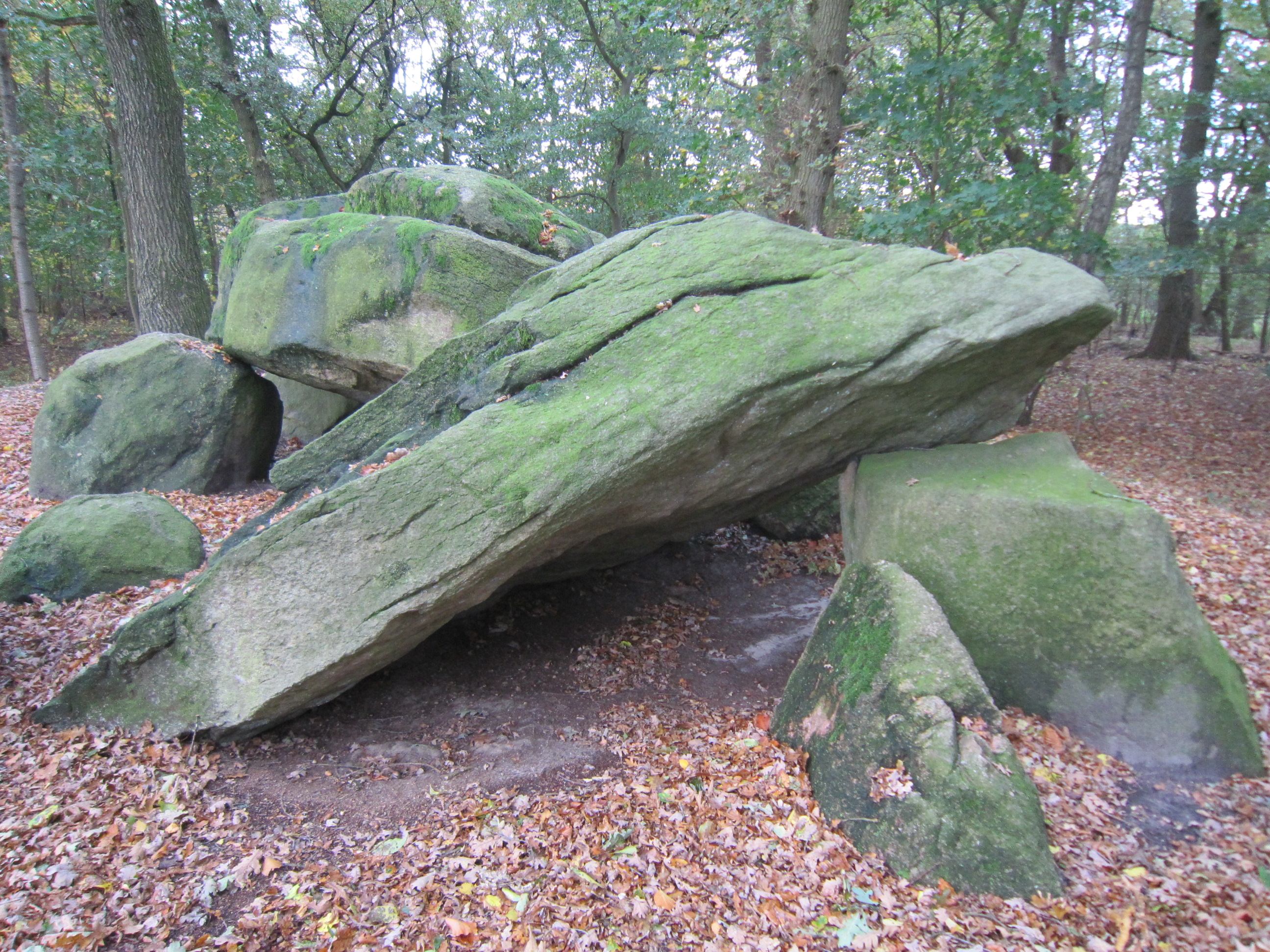
Großsteingrab „Bruneforths Esch“ in Stavern

Der Hümmling liegt im Norden des Landkreises Emsland. Sein Höhenzug ist knapp 10 km vom Lauf der Ems entfernt. Seine Ausdehnung beträgt in Nordsüdrichtung etwa 28 km, in Ostwestrichtung etwa 14 km. Vom Nordende sind es knapp 30 km bis nach Leer in Ostfriesland. Das Südende liegt bei Stavern. Die höchste Erhebung, genannt Windberg, liegt zwischen Sögel (22 km nordöstlich von Meppen) und Börger wenig östlich von Werpeloh.
Die größten am Hümmling entspringenden Fließgewässer sind die Ohe, die nach Norden zur Sater Ems fließt, und die Nordradde, die bei Meppen in die Ems mündet. Die dem Hümmling nur noch bedingt zuzurechnende Südradde mündet in die Hase.
Nach Norden sticht der Hümmling scharf gegen das Moorgebiet um Sater Ems und Leda ab, südlich läuft er sanft zum Hasetal aus. Östlich schließen sich Geestbereiche geringerer Höhe an bis zur Thülsfelder Talsperre. Der Landschaftsrahmenplan des Landkreises Emsland rechnet sie bis zur Kreisgrenze an Marka und Mittelradde dem Hümmling mit zu. Dazu gehören der fast vollständig landwirtschaftlich genutzte Glümmel und östlich davon das Waldgebiet aus Quäkenberg, Langenberg, Eleonorenwald und Herzogsbusch, sowie südlich davon die Wehmer Heide und die Lahner Heide.
Der Hümmling wird zum Emsland gerechnet, hauptsächlich aufgrund seiner 1977 entstandenen politischen Zuordnung zu dem gleichnamigen Landkreis. Er ist im Wesentlichen auf drei Samtgemeinden verteilt. Der größte Teil gehört zur Samtgemeinde Sögel, der Nordrand zur Samtgemeinde Nordhümmling, der Norden um die Gemeinde Lorup zur Samtgemeinde Werlte. Die im Süden der Naturraumeinheit Sögeler Geest (Hümmling) liegende Gemeinde Lähden ist Teil der Samtgemeinde Herzlake, das zu Löningen gehörende Wachtum liegt im Südosten dieser Naturraumeinheit. Die Dörfer Neubörger und Wippingen, die zur Samtgemeinde Dörpen zählen, liegen nordwestlich außerhalb des Hümmlings, sowie die Friesoyther Stadtteile Gehlenberg und Neuvrees nördlich außerhalb.

### Naturräumliche Zuordnung
Der Hümmling gehört in der naturräumlichen Haupteinheitengruppe Ems-Hunte-Geest (Nr. 59), in der Haupteinheit Sögeler Geest (Hümmling) (592) und in der Untereinheit Nord-Hümmling (592.1) zu den Naturräumen Börger Sand-Geest (592.11) und Loruper Geestrücken (592.12) sowie in der Untereinheit Süd-Hümmling (592.2) zum Naturraum Sögel-Linderner Geest (592.20).

### Erhebungen
Zu den Erhebungen und Flurstücken im Hümmling und seiner nahen Umgebung gehören – mit Höhen in Meter (m) über Normalhöhennull (NHN):
- Windberg (73 m)[1] – östlich von Werpeloh
- Lüttker Sand (71,6 m)[1] – nordöstlich von Werpeloh
- Sunderberg (Hümmling) (66,0 m)[1] – südsüdwestlich von Börger
- Kreuzberg (52 m)[5] – nördlich von Groß Stavern
- Windelberg (49,2 m)[1] – nordwestlich von Börger
- Harrenstätter Sand (ca. 48 m)[5] – zwischen Lorup und Spahnharrenstätte
- Wahner Tannen (46,0 m)[1] – westlich von Werpeloh
- Buschhöhe (ca. 44 m)[5] – nördlich von Lorup
- Hohenklinken (43,5 m)[5] – westnordwestlich von Werpeloh
- Buschhöhe (ca. 42 m)[6] – nördlich von Lorup
- Kavenberg (ca. 42 m)[5] – südwestlich von Lorup
- Wohldhöhe (ca. 45 m)[5] – westlich von Sögel
- Hamberg (ca. 40 m)[6] – zwischen Lathen und Sögel
- Varel (ca. 39 m)[5] – südwestlich von Vrees
- Eleonorenhöhe (38,5 m)[5] – zwischen Vrees und Neuvrees im Eleonorenwald
- Großer Westerberg (ca. 39 m)[5] – zwischen Börger und Neubörger
- Galenberg (ca. 38 m)[5] – bei Klein Stavern
- Große Düne (34,2 m)[1] – zwischen Lathen und Sögel
- Wattberg (ca. 35 m)[5] – zwischen Börgerwald und Neubörger
- Große Düne (30,5 m)[5] – zwischen Meppen und Stavern
- Schlopenberg (ca. 30 m)[5] – nordwestlich von Börger

### Fließgewässer
Zu den Fließgewässern, die im Hümmling oder in seiner Nähe entspringen, gehören:
- Loruper Beeke, entspringt im Hümmling, südöstlicher Zufluss der Ohe
- Marka, entspringt im Hümmling, östlich von Bockholte, rechter Quellbach der Sagter Ems, die in die Leda mündet
- Mittelradde, entspringt am Ostrand des Hümmlings nahe Bockholte, passiert ihn südöstlich, nördlicher Nebenfluss der Hase
- Nordradde, entspringt in der Mitte des Hümmlings, beim Theikenmeer, nordöstlicher Nebenfluss der Ems
- Ohe, entspringt im Mittelteil des Hümmlings, verlässt ihn in nördlicher Richtung, linker Quellbach der Sagter Ems
- Sagter Ems, entsteht durch den Zusammenfluss von Marka und Ohe nördlich von Friesoythe-Neuscharrel
- Südradde, entspringt östlich des Hümmlings, nördlicher Nebenfluss der Hase

### Gemeinden
Zu den Gemeinden unter anderem mit Ortsteilen im und am Hümmling gehören hinsichtlich seiner naturräumlichen Zuordnung:
- Börger, im Nordnordwesten
- Breddenberg, am Nordrand
- Esterwegen (Heidbrücken, Lattensberg), nördlich außerhalb
- Friesoythe (Augustendorf, Markhausen, Thüle), im Nordosten; zudem Gehlenberg und Neuvrees, nördlich außerhalb
- Groß Berßen, im Südwesten
- Haselünne (Kernort; Eltern, Feldhausen, Flechum, Holthausen, Höven, Hülsen, Lohe, Westerloh), am Südrand
- Hilkenbrook, außerhalb am Nordrand
- Hüven, im Zentrum
- Klein Berßen, im Südwesten
- Lähden (Kernort; Ahmsen, Herßum, Holte-Lastrup, Vinnen), im Südosten
- Lahn, im Zentrum
- Lindern (Kernort; Auen, Garen, Großenging, Gingermühlen, Klöbbergen, Hegel, Holthaus, Kleinenging, Liener, Lienerloh, Marren, Neuenkämpen, Osterlindern, Garen-Nieholte, Stühlenfeld, Varbrügge), im Osten
- Löningen (Wachtum), im Südosten
- Lorup, im Norden
- Meppen (Apeldorn), im Südwesten
- Molbergen (Dwergte, Grönheim, Peheim), im Nordosten
- Neubörger, nordwestlich außerhalb
- Rastdorf, im Norden
- Sögel (Kernort; Eisten, Gut Hohenheide), im Nordwesten
- Spahnharrenstätte (Spahn und Harrenstätte), im Norden
- Stavern (Groß Stavern und Klein Stavern), am Westrand
- Surwold (Börgerwald), am Nordnordwestrand
- Vrees, im Norden
- Werlte (Kernort; Bockholte, Ostenwald, Wehm, Wieste), im Zentrum
- Werpeloh, im Nordwesten
- Wippingen, nordwestlich außerhalb

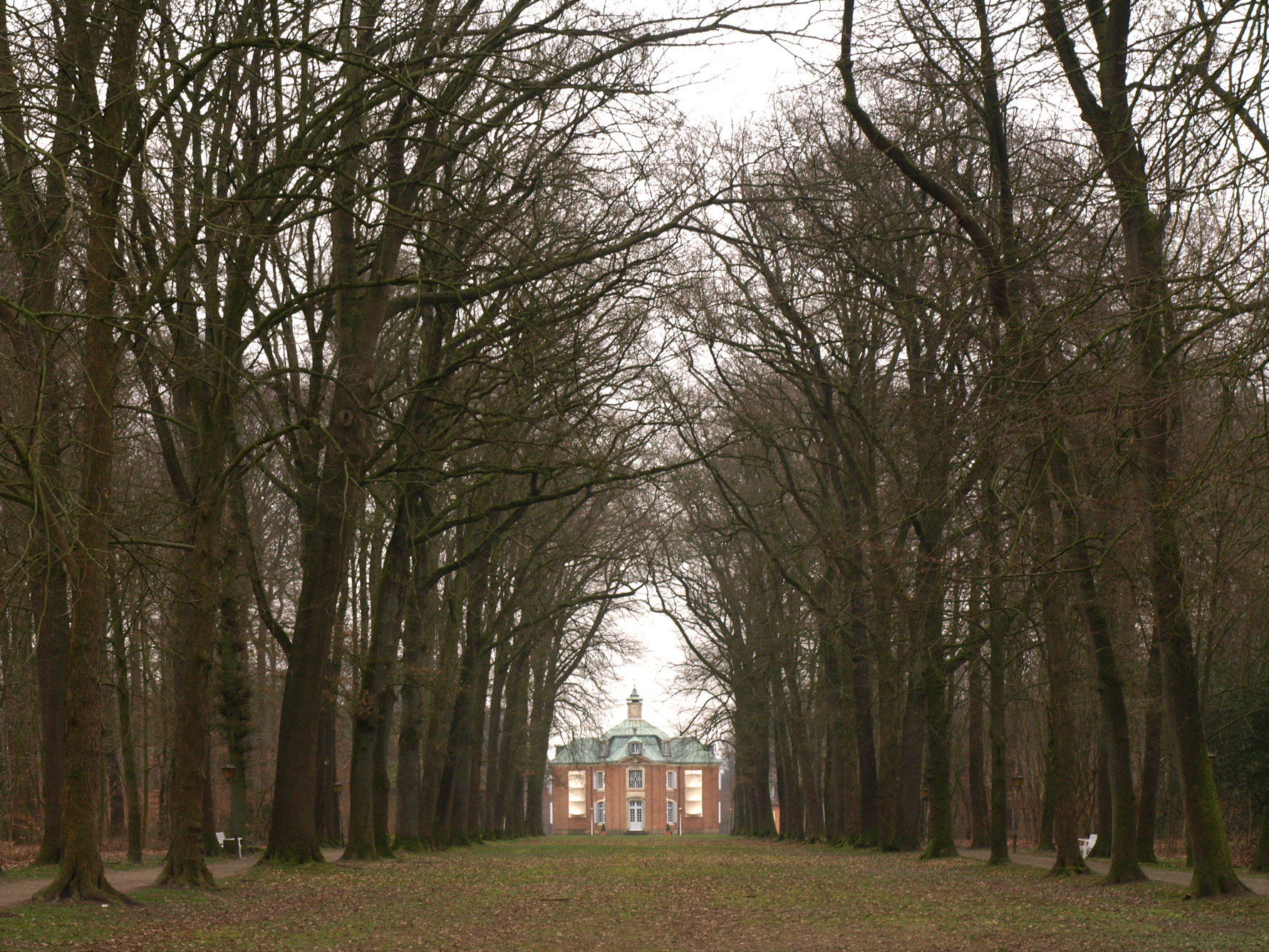
Allee nach Clemenswerth
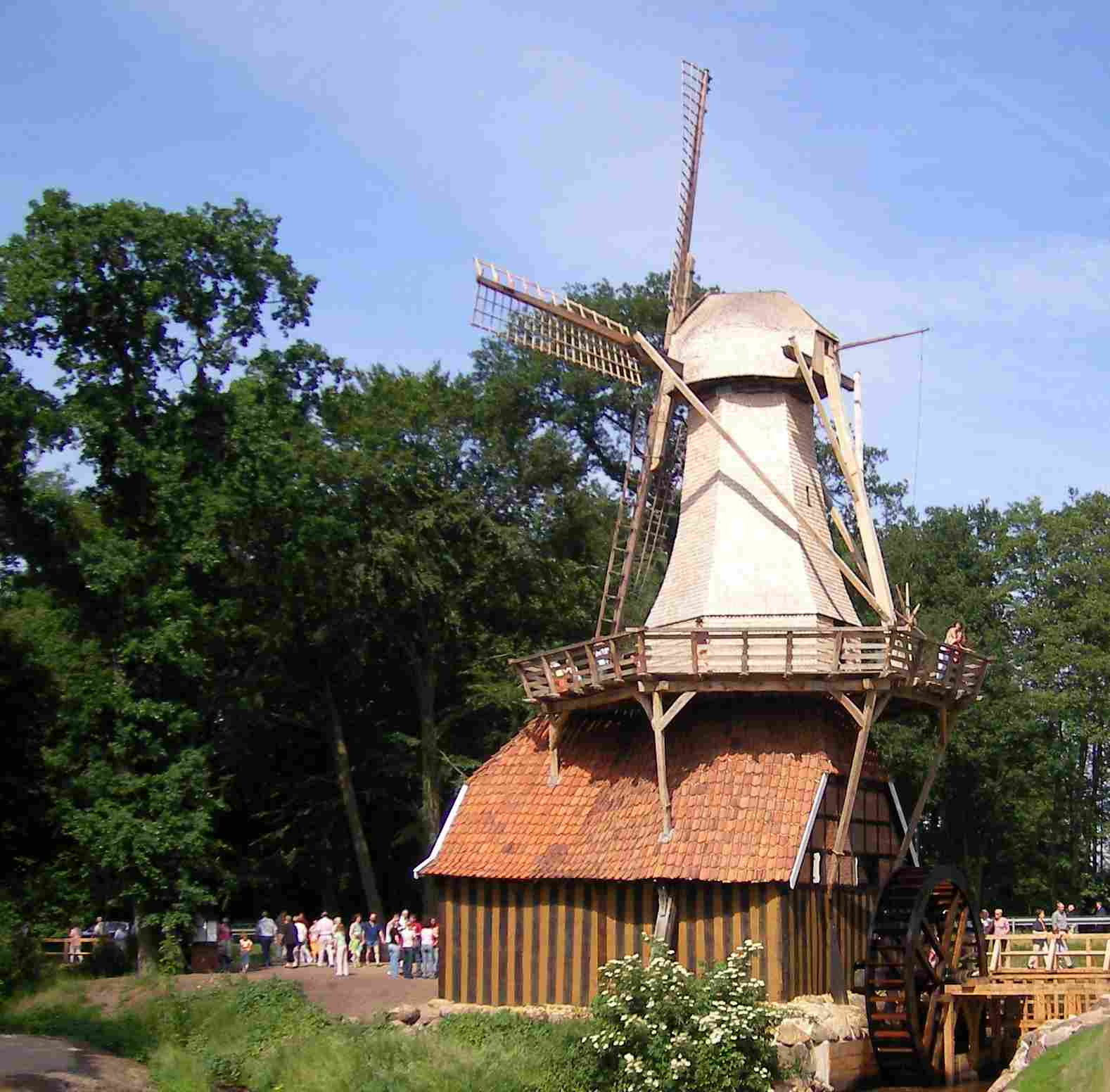
Hüvener Mühle

## Schutzgebiete
Bis in die Südwestausläufer des Hümmling reichen Teile des Naturschutzgebiets (NSG) Tinner Dose-Sprakeler Heide (CDDA-Nr. 30115; 2012 ausgewiesen; 39,55 km² groß) mit dem Fauna-Flora-Habitat-Gebiet Tinner Dose-Sprakeler Heide (FFH-Nr. 3110-301; 39,55 km²) und dem Vogelschutzgebiet (VSG) Tinner Dose-Sprakeler Heide (VSG-Nr. 3110-301; 39,55 km²). Bis an die Nordausläufer der Landschaft reichen jeweils Teile des NSG Leegmoor (CDDA-Nr. 82082; 2009; 4,5 km²) mit dem FFH-Gebiet Leegmoor (FFH-Nr. 2911-301; 4,6 km²) sowie solche des NSG Melmmoor/Kuhdammoor (CDDA-Nr. 102318; 1992; 1,28 km²) und des VSG Esterweger Dose (VSG-Nr. 2911-401; 64,41 km²). In der Landschaft liegen unter anderem das NSG Oberlauf der Ohe (CDDA-Nr. 164897; 1990; 2,23 km²), das NSG Schaapmoor (CDDA-Nr. 319053; 1999; 2,1 km²) und das NSG Theikenmeer (CDDA-Nr. 82708; 1983; 2,5 km²), in dem sich das Moorgebiet Dose und darin der 4 ha große See Theikenmeer befinden. Im Hümmling liegt auch das Landschaftsschutzgebiet Schloß und Waldanlagen Clemenswerth (CDDA-Nr. 324187; 1969; 66,4 ha).

## Geologie und Landschaftsbild
Wie für Geestlandschaften üblich besteht der Hümmling überwiegend aus unfruchtbaren Sandböden. Die am stärksten gewellten Bereiche sind fast ganz mit Wald bedeckt. Dazwischen gab es auch Heideflächen, die aber heute weitgehend dem intensiven Ackerbau gewichen sind. In den flacheren östlichen und südlichen Teilen des Gebietes überwiegt landwirtschaftliche Nutzung bei auch hier nicht geringem Waldanteil. Auf der Südseite gibt es kleine, von Geest umschlossene, vermoorte Senken, die so genannten Dosen. Dazu zählt die Bockholter Dose, ein kleiner, weitgehend naturnaher Hochmoorkomplex.

## Geschichte

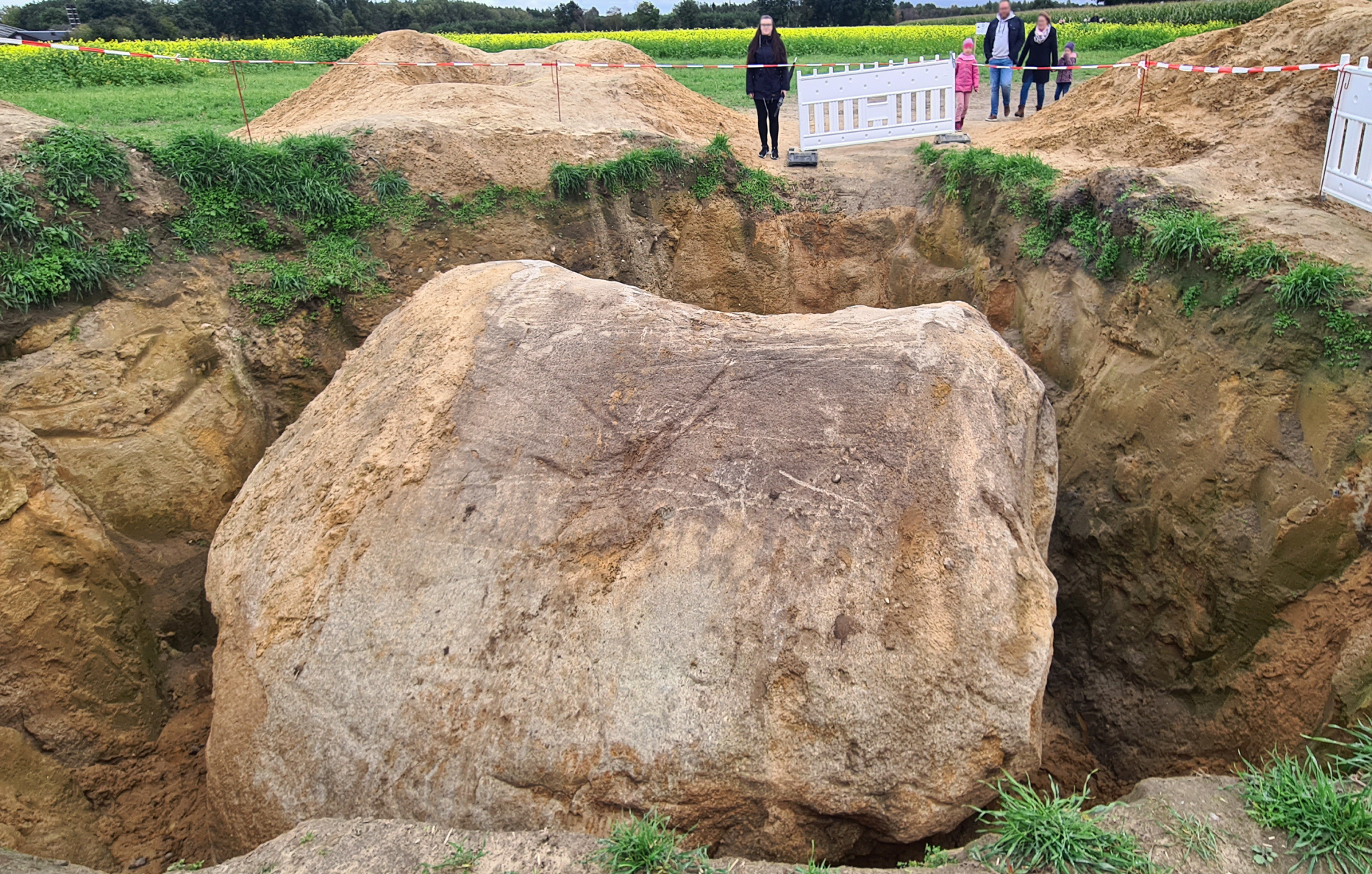
Der Findling von Hüven auf dem Hümmling

Der Hümmling entstand durch die vom Inlandeis mittransportierten Geröll- und Sandmassen während der vorletzten Eiszeit vor rund 200.000 bis 250.000 Jahren, der Saalekaltzeit. Dabei kamen auch Findlinge aus Skandinavien, wie der Findling von Hüven. Beim Abschmelzen des Eises blieb die Hügellandschaft des Hümmlings zurück. Während der Jungsteinzeit nutzten die Menschen das herantransportierte Gesteinsmaterial zum Bau von Hünengräbern in der Gegend.
1252 kam der Hümmling als Teil des Amtes Meppen durch Verkauf von Jutta von Ravensberg an das Hochstift Münster und wurde somit Teil des dadurch begründeten Niederstift Münster. Die Besonderheit des Niederstiftes, welches mit dem Oberstift zusammen das Hochstift Münster bildete, war die weltliche Jurisdiktion zu Münster, die kirchliche allerdings zu Osnabrück.
Durch den Reichsdeputationshauptschluss vom 25. Februar 1803 wurden im Heiligen Römischen Reich (HRR) die geistlichen Territorien aufgelöst, und das Amt Meppen fiel mit dem Hümmling als Entschädigung an das Herzogtum Arenberg, das territoriale Verluste durch das Französische Kaiserreich im linksrheinischen Raum hinnehmen musste. Dadurch begründete sich das neue Herzogtum Arenberg-Meppen.
1810 wurde der Hümmling Teil des Kaiserreichs Frankreich (Département de l’Ems-Supérieur), bis der Wiener Kongress 1814 zahlreiche neue Grenzen in Europa festlegte und neue Staaten definierte. Der Hümmling kam somit an das Königreich Hannover und bildete mit Sitz in Sögel das Amt Hümmling. Nach dem Deutschen Krieg 1866 fiel durch die Annexion Hannovers der Hümmling mit diesem an das Königreich Preußen, aus dem Amt Hümmling wurde der Landkreis Hümmling, der bis zur Fusion mit dem Kreis Aschendorf zum Landkreis Aschendorf-Hümmling 1932 bestand.
Da sich der Hümmling dadurch auszeichnete, dass die Bauern der Region sämtlich frei waren, wurde er auch der Freie Hümmling genannt.
Als Zeugnis geistlicher Territorialherrschaft befindet sich auf dem Hümmling bei Sögel mit dem Jagdschloss Clemenswerth eines der bedeutendsten Werke von Johann Conrad Schlaun aus der Zeit des westfälischen Barock. Die Geschehnisse im Hümmling und auf dem barocken Jagdschloss Clemenswerth in der Zeit des Kurfürsten Clemens August stehen im Mittelpunkt der Heimatnovelle Clemenswerth des in Lahn geborenen Priesters und Schriftstellers Bernhard Köster.
Das NS-Regime richtete nördlich des Hümmlings, beiderseits des 1921 bis 1935 angelegten Küstenkanals, 1933 das Konzentrationslager Esterwegen (südlich) und das Konzentrationslager Börgermoor (nördlich) ein.

## Sehenswürdigkeiten

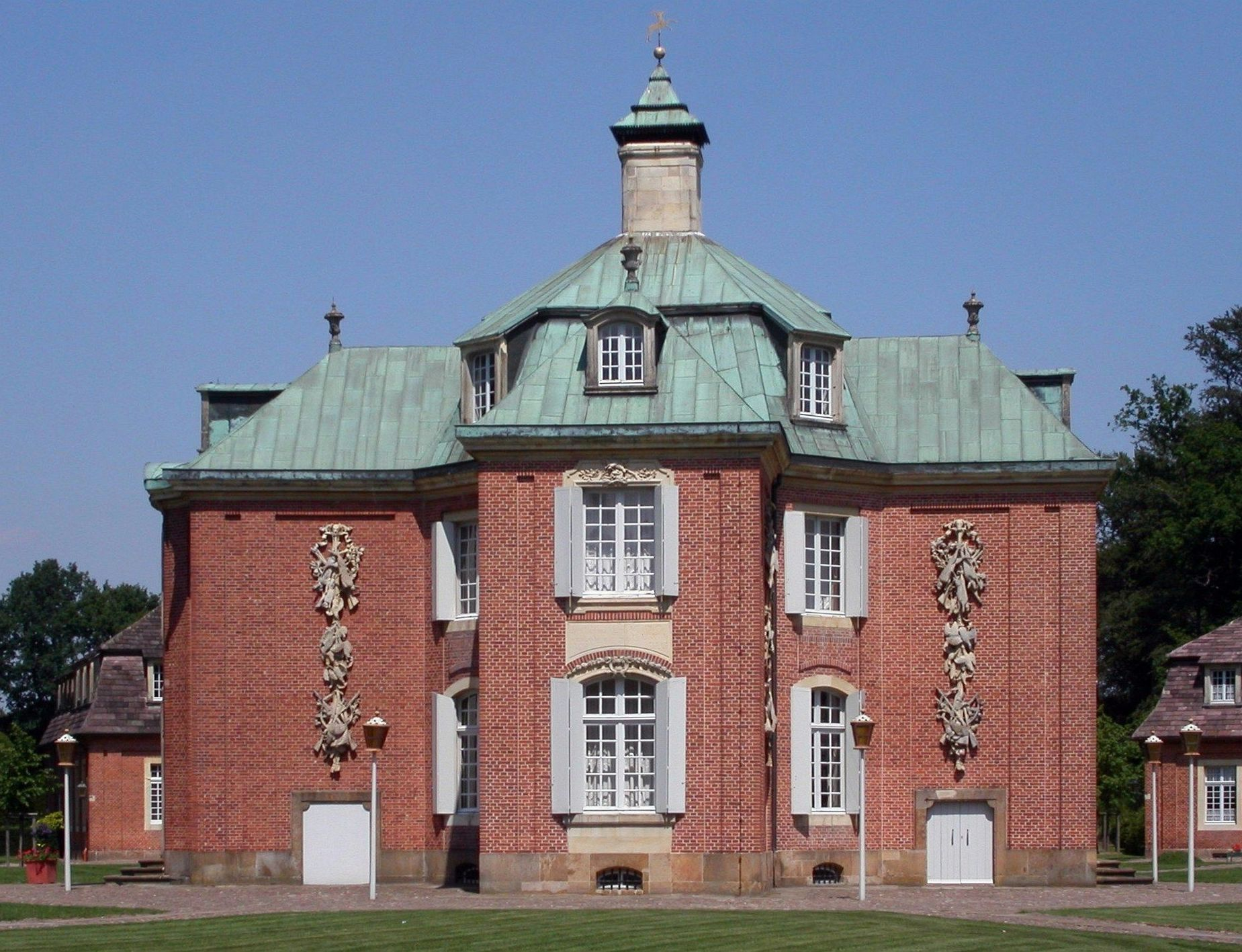
Schloss Clemenswerth

Im Hümmling gibt es zahlreiche vor- und frühgeschichtliche Großsteingräber und mehrere Gräberfelder, die überwiegend in die Straße der Megalithkultur eingebunden sind. Das größte und berühmteste Großsteingrab des Hümmlings, De Hoogen Stainer liegt in der Gemarkung der Hümmlinggemeinde Werlte, zwischen Lorup und Werlte.
Das Jagdschloss Clemenswerth mit seinem Park liegt am östlichen Ortsrand von Sögel. Von dem 32 m hohen Aussichtsturm im Erholungsgebiet Surwolds Wald in Surwold-Börgerwald hat man südwärts Blick auf den Hümmling, nordwärts auf die endlosen Weiten der Papenburger Moore. Zehn Kilometer südöstlich des Hümmlings, an der Mittelradde bei Hüven, befindet sich die Hüvener Mühle, die einzige noch komplett erhaltene kombinierte Wind- und Wassermühle. Zwischen Hümmling und Ems steht die Transrapid-Versuchsanlage Emsland.

### Kulturlandschaftsraum
Der Kulturlandschaftsraum Emsländische Geest mit Hümmling umfasst ein 2200 km² großes Gebiet. Diese Zuordnung zu den Kulturlandschaften in Niedersachsen hat der Niedersächsische Landesbetrieb für Wasserwirtschaft, Küsten- und Naturschutz (NLWKN) 2018 getroffen. Ein besonderer, rechtlich verbindlicher Schutzstatus ist mit der Klassifizierung nicht verbunden.

## Verkehrsanbindung
Zu erreichen ist der Hümmling über Landes- und Kreisstraßen, die von diesen Bundesstraßen abzweigen: die 70 im Westen, welche die Landschaft westlich passiert, die 402, die südlich an ihr vorbeiführt, die 401, die den Hümmling nördlich passiert, die 213, die südöstlich an ihm vorbeiführt, und die 72, die ihn nordöstlich passiert.
Der nächstgelegene Bahnhof mit Personenverkehrshalt ist Lathen an der Emslandstrecke Münster–Norddeich. Die Bahnstrecke von Lathen über Sögel nach Werlte wird nur noch im Güterverkehr befahren.